# Determinátor
Determinátor (Det) je slovo, fráze nebo afix, který doprovází podstatné jméno nebo jmennou frázi a obecně slouží k vyjádření reference tohoto substantiva nebo jmenné fráze v kontextu; determinátor může indikovat, zda substantivum referuje na určitý nebo neurčitý prvek třídy, na bližší nebo vzdálenější objekt, na objekt patřící určité osobě nebo věci, na určitý počet nebo množství, atd. K determinátorům patří určitý a neurčitý člen (the, a), demonstrativa (this, that), přivlastňovací determinátory (my, their), základní číslovky (one, two), kvantifikátory (many, both), distributivní determinátory (each, every), a tázací determinátory (which, what).

## Popis
Většina determinátorů byla tradičně klasifikována buď jako adjektiva nebo jako zájmena, a stále se tak objevují v tradičních gramatikách: například ukazovací a přivlastňovací determinátory jsou někdy popisovány jako ukazovací adjektiva a přivlastňovací adjektiva nebo jako (adjektivní) ukazovací zájmena, příp. (adjektivní) přivlastňovací zájmena.[zdroj?] Tyto tradiční interpretace determinátorů vycházejí z jejich lingvistických vlastností v moderních teoriích syntaxe, např. deiktická informace, určitost a genitiv. Moderní gramatici mají tendenci považovat determinátory za samostatnou slovní třída odlišnou od adjektiv, která jsou jednoduchými přívlastky substantiv vyjadřující atributy objektu, na který se odkazují. Toto rozlišování se platí zvláště v jazycích jako je angličtina, které používají určitý a neurčitý člen často jako nezbytnou složku jmenné fráze – pak mohou být determinátory považovány za třídu slov, která zahrnuje členy a slova, která se používají místo členů. (Složení této třídy může záviset na pravidlech syntaxe určitého jazyka; například v angličtině se přivlastňovací zájmena my, your apod. používají bez členů a proto je lze považovat za determinátory; naproti tomu v italštině se přivlastňovací zájmena jako mio používají spolu s členy a proto se obvykle klasifikují jako adjektiva.) Existují i jazyky, které nemají lexikální třídu determinátorů.
V některých jazycích mohou roli určitých determinátorů hrát afixy (předpony nebo přípony) substantiva nebo jiné typy ohýbání. Určitý člen je reprezentován sufixy např. v rumunštině, bulharštině, makedonštině a švédštině. (Například ve švédštině je určitým tvarem slova bok („kniha“) slovo boken („ta kniha“), podobně v rumunštině určitý tvar slova caiet („sešit“) je caietul („ten sešit“).) Některé jazyky, např. finština, mají přivlastňovací afixy, který hrají roli přivlastňovacích determinátorů jako my a his.
Univerzální gramatika je teorie, že všichni lidé mají gramatiku vrozenou, a že všechny jazyky sdílejí určité vlastnosti. Existují argumenty, že determinátory nejsou částí univerzální gramatiky, ale že jsou částí emergentní syntaktická kategorie. K tomuto závěru vedlo studium historie některých jazyků, včetně nizozemštiny.Šablona:How

### Syntaktické pořadí
Determinátory mohou být predeterminers, centrální determinátory nebo postdeterminers podle pořadí, ve kterém se mohou objevit.[zdroj?] Například „all my many very young children“ používá všechny druhy determinátrů. „My all many very young children“ není gramaticky správně, protože centrální determinátor nemůže být před predeterminerem.

### Determinátory a zájmena
Determinátory se odlišují od zájmen přítomností substantiva.
- Each went his own way. Každý si šel po svých. (Each funguje jako zájmeno, nedoprovází substantivum.)
- Each man went his own way. Každý člověk si šel po svých. (Each funguje jako determinátor doprovázející substantivum man.)

V určitých konstrukcích může množné číslo osobních zájmen fungovat jako determinátor:
- We linguists aren’t stupid. My lingvisté nejsme hloupí.
- I'll give you boys three hours to finish the job! Dám vám hoši tři hodiny, abyste to dodělali.
- Nobody listens to us students. Nás studenty nikdo neposlouchá.

Někteří teoretici řadí determinátory a zájmena do jedné třídy, jak popisuje článek o zájmenech na anglické Wikipedii.

## Členy
Členy jsou slova, která se používají (jako samostatná slova, předpona nebo přípony) k určení gramatické určitosti substantiva, a v některých jazycích i pro určení objemu nebo číselného rozsahu.

### Určitý člen
Určitý člen v angličtině je slovo the. Označuje osoby, místa a věci, které byly již zmíněné, jejichž existenci lze odvodit z kontextu, nebo i kterých lze předpokládat, že jsou posluchači známé.

### Neurčitý člen
Neurčitý člen v angličtině má tvary a a an. Většinou je synonymní s one (jeden), ale slovo one se obvykle používá pro zdůraznění jednečnosti.

## Demonstrativa
Demonstrativa jsou slova, např. this a that, používaná pro určení, na které entity se odkazujeme, a pro rozlišení těchto entit od ostatních. Obvykle jde o deiktická slova, což znamená, že jejich význam se mění podle kontextu. Mohou indikovat, jak blízko jsou referované věci k mluvčímu, posluchači nebo jiným účastníkům. V angličtině demonstrativa vyjadřují blízkost věcí k mluvčímu.

### Blízká demonstrativa
Slova this a these v angličtině jsou blízká demonstrativa. Vyjadřují, že určitá zmiňovaná věc je blízko k mluvčímu.

### Vzdálená demonstrativa
Vzdálená demonstrativa v angličtině jsou that a those. Vyjadřují, že referovaná věc není úplně blízko k mluvčímu.

## Přivlastňovací determinátor
Přivlastňovací determinátory např. my a their doplňují substantivum připsáním vlastnictví (nebo jiného vztahu náležení) někomu nebo něčemu. Jsou také známa jako přivlastňovací adjektiva.

## Kvantifikátory
Kvantifikátory udávají množství. Ke kvantifikátorům patří: all, some, many, little, few, a no. Kvantifikátory pouze neudávají přesný počet (jako slova twelve, dozen, first, single nebo once, která jsou považována za číslovky), ale obecné množství předmětů.

## Distributivní determinátory
Distributivní determinátory (distributivní adjektiva) neuvažují členy skupiny souhrnně, ale odděleně. Příklady distributivních determinátorů jsou např. slova each a every.

## Tázací determinátory
Tázací slova se používají pro uvození otázky, např. which a what.

## Jako funkční hlava
Některé moderní gramatické přístupy považují determinátory za hlavy jejich determinátorové fráze. V těchto přístupech jsou jmenné fráze obecně dominované determinátorovými frázemi, jejichž hlavy jsou často nulové. Jmenné fráze bez determinátoru obsahující pouze substantivum se nazývají holé jmenné fráze. Podrobnější informace o teoretických přístupech ke statusu determinátorů jsou popsány v článku Noun phrase na anglické Wikipedii.
Někteří teoretici analyzují zájmena jako determinátory nebo determinátorové fráze. jak popisuje článek o zájmenech na anglické Wikipedii. To je konzistentní s přístupem používajícím determinátorové fráze, v němž hlavou fráze není substantivum, ale determinátor tohoto substantiva.